# 天主教亞美尼亞禮美加納萊克聖母教區
亞美尼亞禮天主教紐約納萊克聖母教區（拉丁語：Eparchia Dominae Nostrae Naregensis）是東儀天主教以美國最大城市紐約為中心的一個教區（亞美尼亞禮），直屬教廷。
教區前身是美國和加拿大宗座代牧區，成立於1981年7月3日，2005年9月12日升為教區。2010年有十名司鐸、九個堂區、36,000名教友。現任教區主教為彌額爾·穆拉迪安。